# Malájer
Malájer, Malayer, Malāyer (perzsa nyelven: ملاير; korábban Daulatabad egy város az iráni Hamadán tartományban.

## Fekvése
A város Teherántól 380 km-rel délnyugatra, Hamadán és Horramábád között helyezkedik el.

## Története
A jelenlegi várost, Malájer 1808 ban Daulatabad néven alapították. Malájer a nyugat-iráni Hamadan tartomány második legnagyobb városa, szőnyegszövéséről és közparkjairól ismert. A településnek 2012-ben becslések szerint 159.391 lakosa volt. A népes kereskedőváros közlekedési csomópont is.

## Galéria

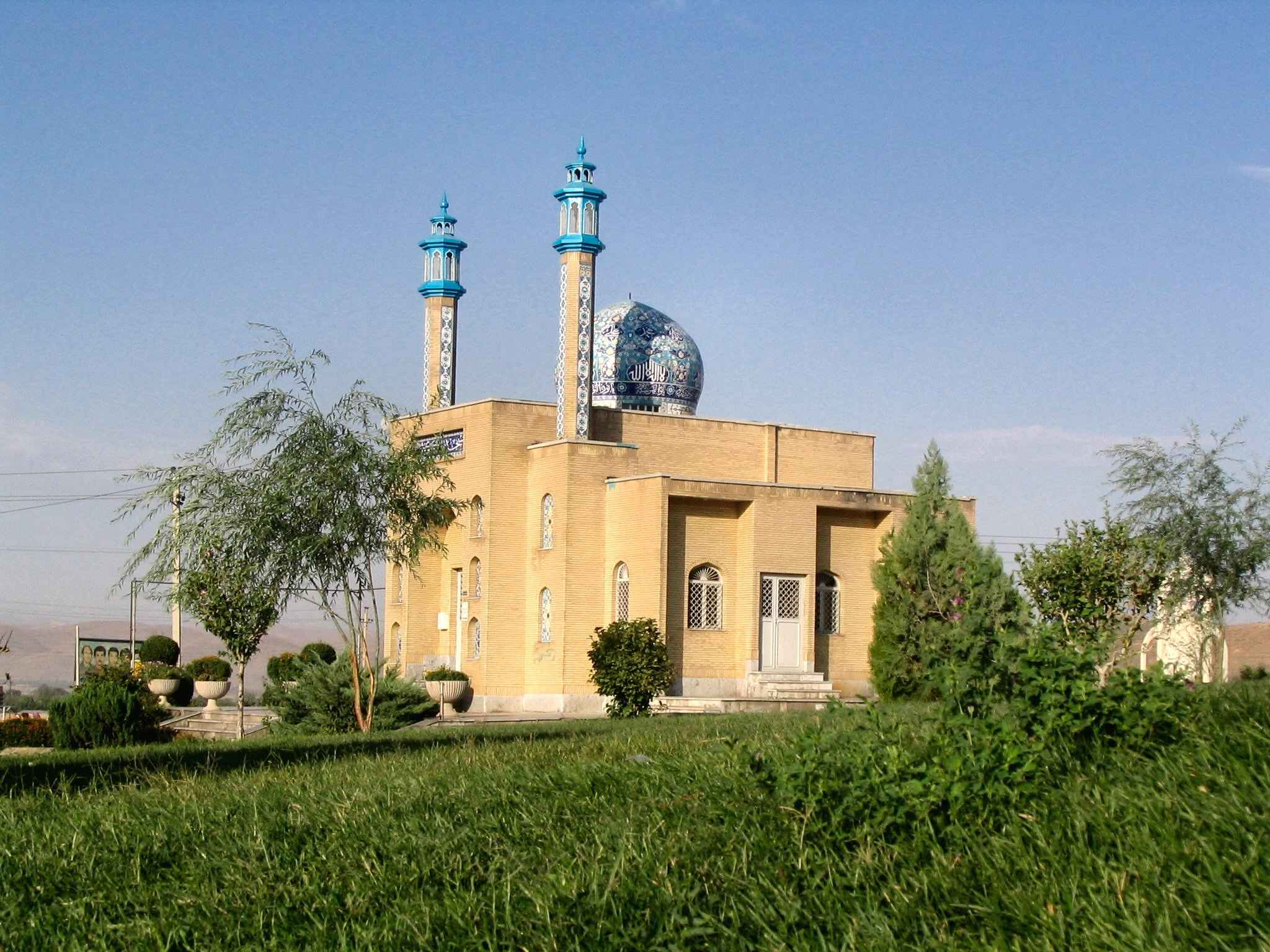
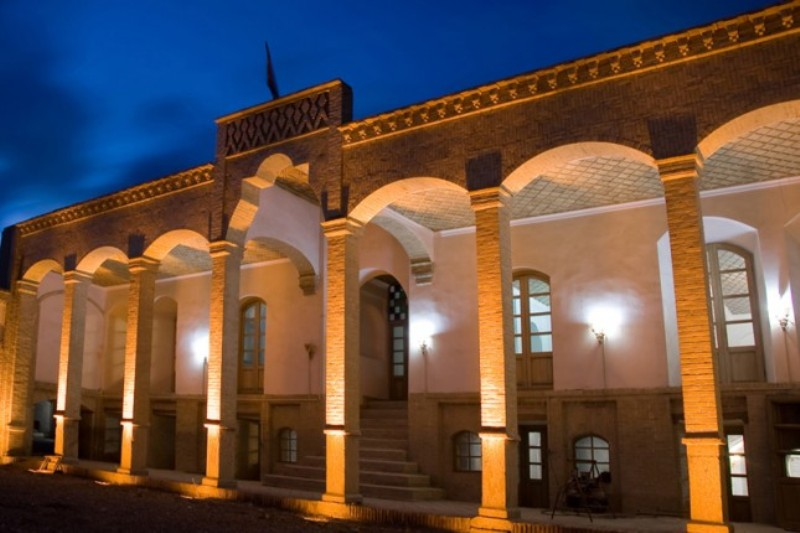
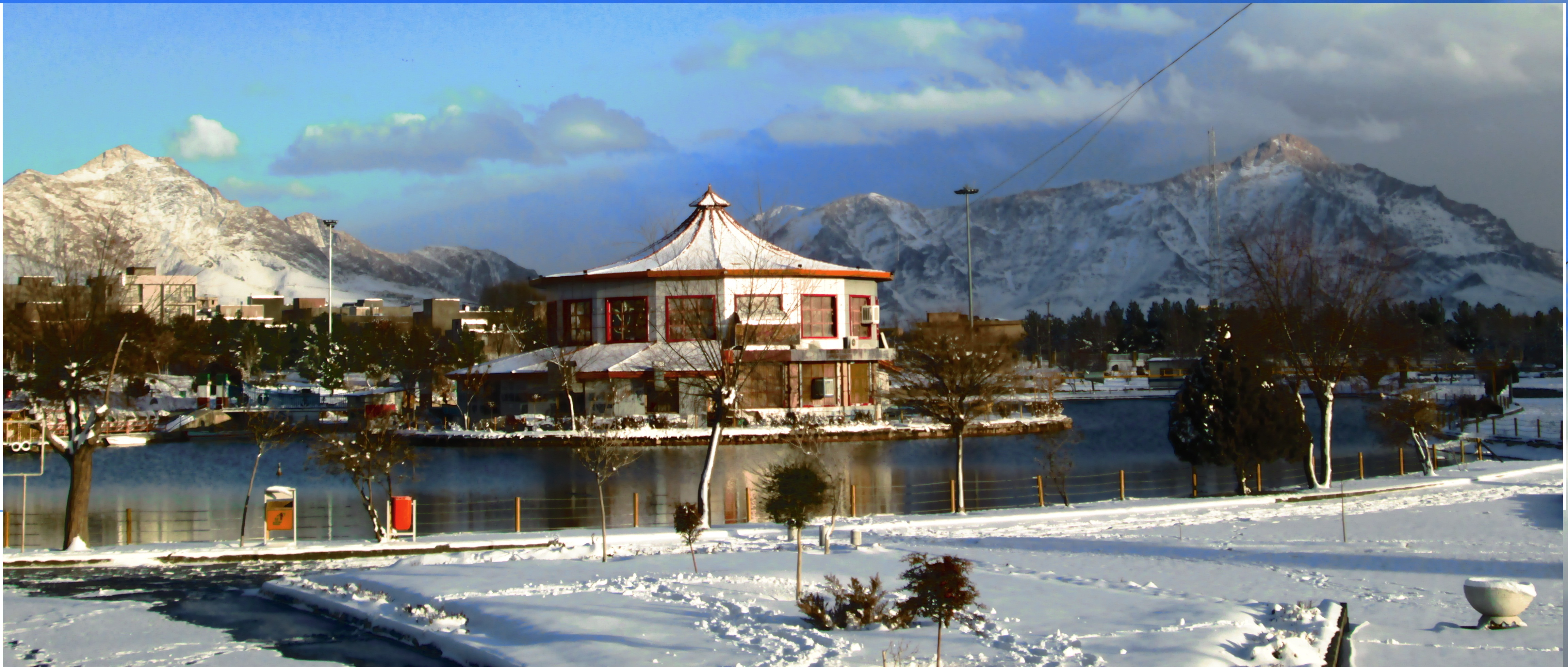
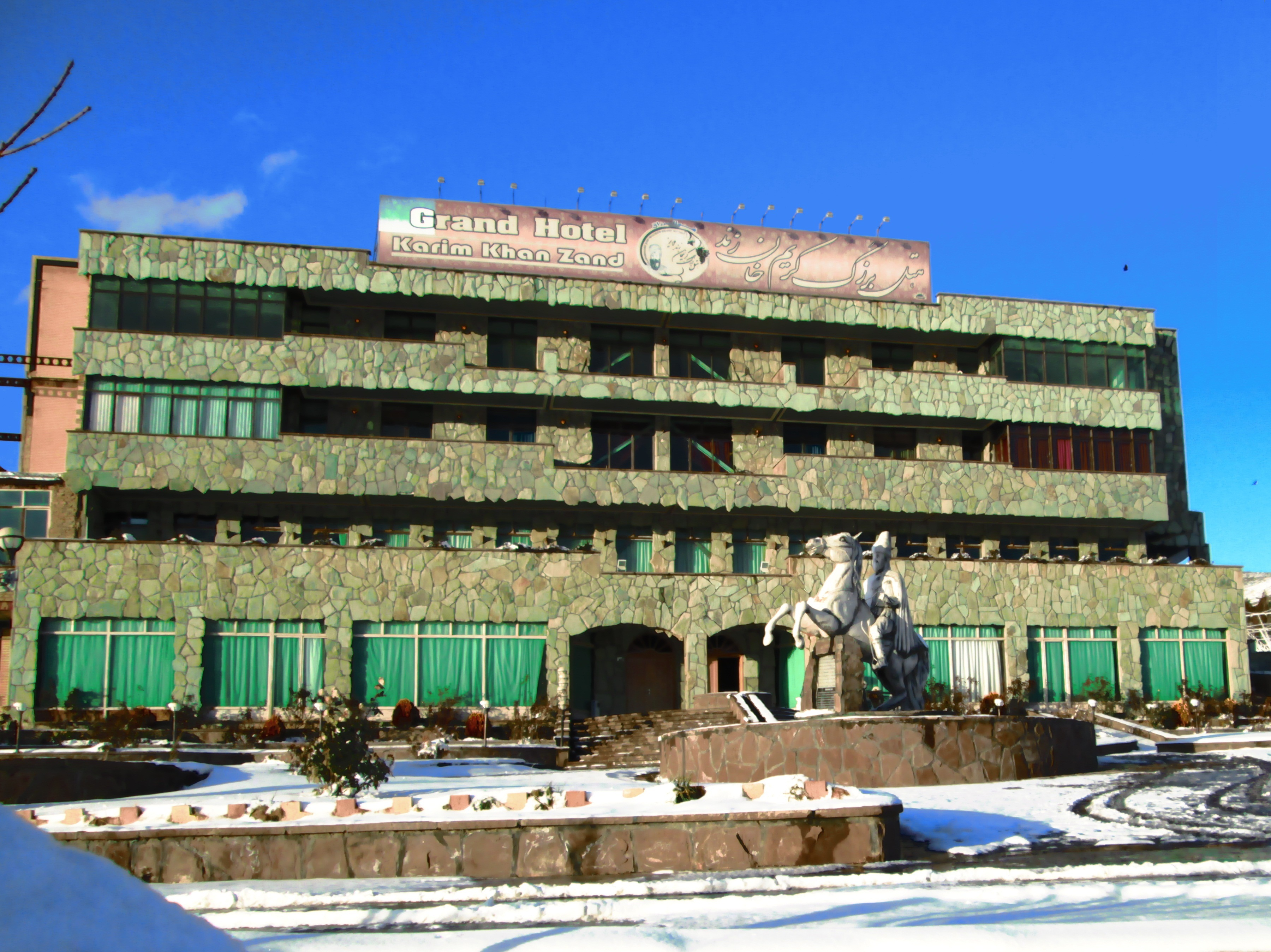
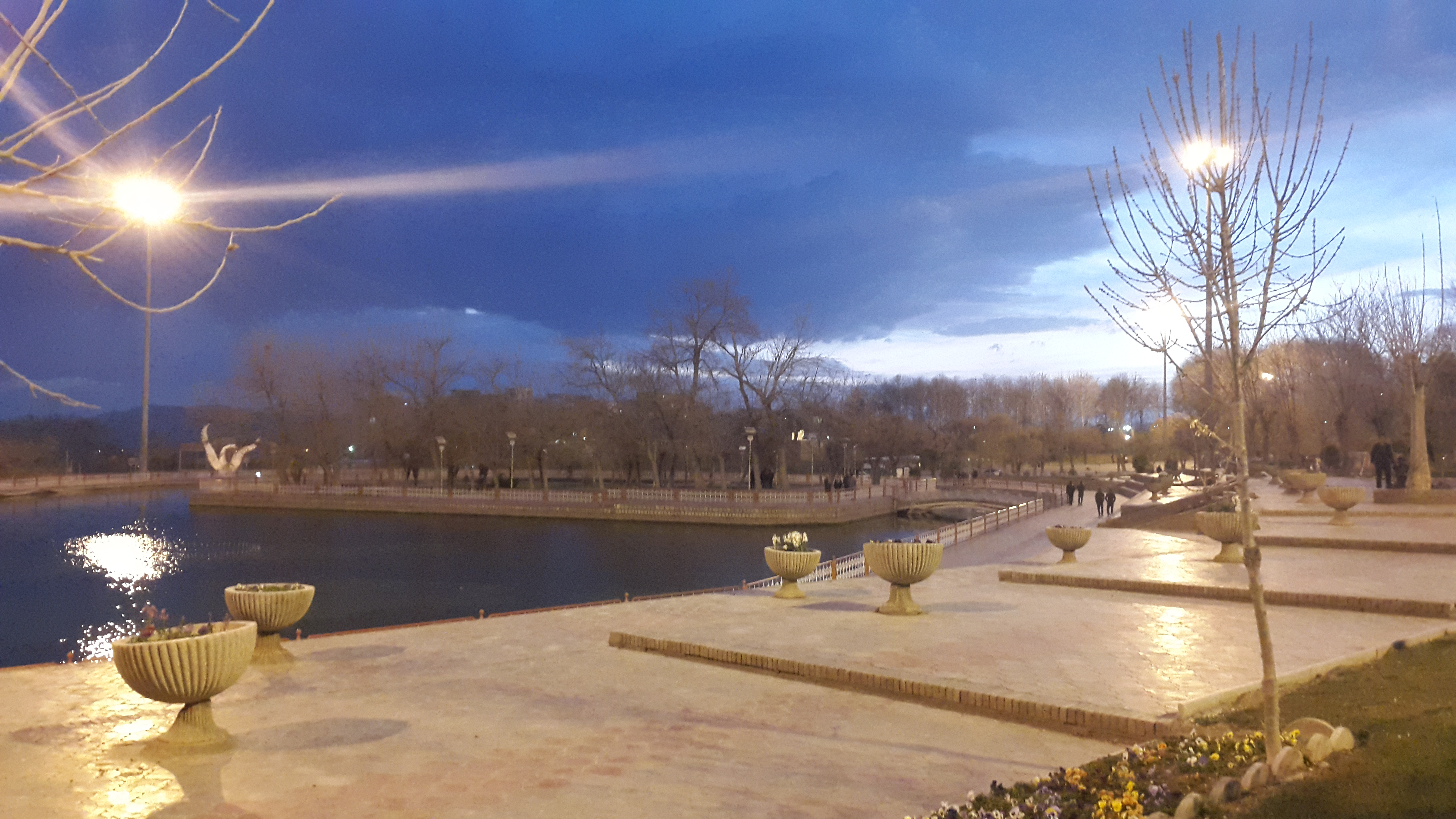
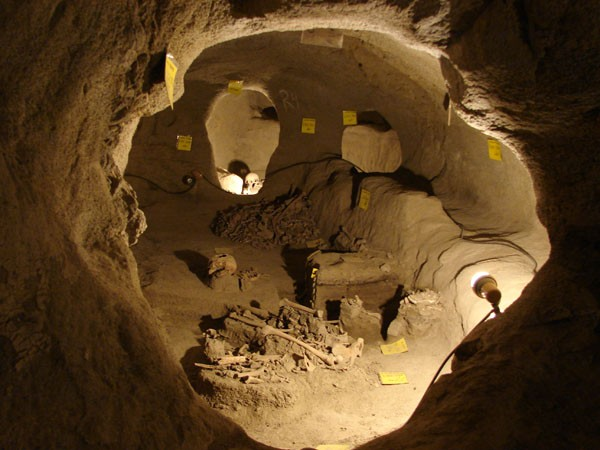

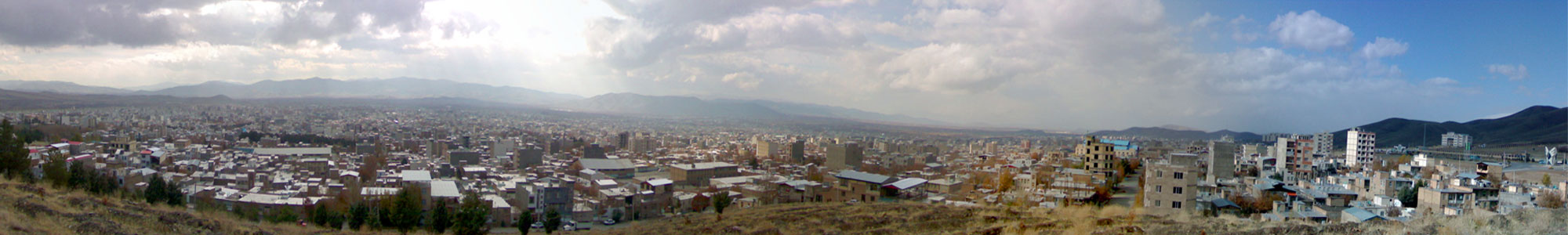
Malájer látképe

## Nevezetességek
- Mecset
- Múzeum